# 村﨑義正
村﨑 義正（むらさき よしまさ、1933年3月7日 - 1990年2月23日）は、日本の猿まわし師、政治家。
山口県光市出身。「周防猿まわしの会」初代会長。元山口県光市議会議員（3期）。

## 来歴・人物
生い立ち
地区で一番富裕な家に生まれる。家長である祖父・村﨑梅二郎は、土建業・猿回しの親方などを営んでおり、義正は梅次郎の一人息子・勝正の次男であったが、小学校入学時に兄とともに祖父にひきとられ、厳格に育てられる。毎日仕事を課され遊ぶ暇もない毎日であったが、その中で創意工夫をこらして遊ぶ時間を生み出すなど試練を跳ね返すバイタリティと才覚を身につけていく。だが、1948年に祖父が死去し、村﨑家は没落。兄は家出し、17歳の義正は妹一人と弟五人をかかえて、さまざまな非合法行為まで行い一家を支える。また、親族が財産を狙って骨肉の争いとなったが、なんとか家と田畑を守り通す。
社会改革運動
安保闘争のさなかであった1960年に「部落解放同盟」に参加し、1961年に支部を結成。高洲地区から自民党系の同和団体「全日本同和会」の勢力を一掃した。また「全国生活と健康を守る会連合会」を結成して、光市すべての困窮者の救済を目指す。部落解放同盟の分裂後は、部落解放同盟正常化全国連絡会議を経て、日本共産党系の同和団体である全国部落解放運動連合会の山口県副委員長を務めた。その他の役職には、「全国生活と健康を守る会連合会」理事がある。
1970年に光市の市議会議員に初当選。鼻つまみ者を自認し、押し売りや恐喝などの逮捕歴を隠さずに当選を果たした。3期務めた市議時代は日本共産党に所属していたが、保守系でないにもかかわらず、議会運営委員長を務めるなど保革を超えて人望があった。議会での彼のあだ名はその性格から「おこぜ」だった。在職中は自然保護運動にも取り組んだ。
猿まわし復活へ
光市議に初当選と同じ年の1970年、俳優の小沢昭一がレコード『日本の放浪芸』シリーズのために光市を訪れたことをきっかけに、1963年に途絶えていた猿まわし芸を復活させることを決意。民俗学者の宮本常一や民俗文化映像研究所の姫田忠義、過去の猿まわし師の実態を調査・研究していた詩人で社会教育家の丸岡忠雄や末弟の村﨑修二の協力を得て、1977年12月2日に周防猿まわしの会を結成して初代の会長に就任。
周防猿まわしの会は1978年1月から猿の調教開始するも難航。1978年7月に四男の太郎とともに「最後の猿まわし師」重岡博美の妻、重岡フジ子に教えを請い、調教法を確立。同年9月の光市におけるイベントで披露、猿まわし芸の復活を果たす。
なお、現在の調教師が猿に対して「人間が優位の立場にあること」を示すために行っている、「猿を地面に押し倒して、背中を噛む」という方法は、日本モンキーセンターのサル学研究者広瀬鎮との交流により、村﨑が独自にあみだした調教法である。過去の「たたき仕込み（にわか仕込み）」と呼ばれる調教では、猿の顔を地面に強くこすりつけるという、より苛烈な方法を取っていた。
1979年正月には防府天満宮境内で自主公演を成功させて自信を深め、「周防猿まわしの会」はプロの芸能集団として活動していく方針を選択する。義正は、プロの芸能として経済的に自立できなければ、せっかく復活した猿まわしも再び途絶えてしまうと考えていた。しかし1981年4月、「伝統芸能の研究・継承」を唱え義正と対立していた弟・修二と、彼に同調する若者数名が、芸猿を連れて「周防猿まわしの会」から離脱。義正は自ら、自動車で全国を探し歩き、彼等の居場所をつきとめて猿をとりもどした。修二のグループはのちに、岩国市に本拠をさだめて「猿舞座」を創設し、力で抑えつけない「本仕込み（やわ仕込み）」による猿まわし芸能の復活を模索することになる。
1982年にはそれまで務めて来た山口県光市の市議会議員を辞して、猿まわしに専念するようになった。以後、猿まわし芸のための常設の劇場を設けたり、後継者育成、猿回しに関する執筆活動など、猿まわし芸の振興に尽くした。
1990年、脳血栓により死去。2009年現在も関係者が当人の遺志を継ぎ、猿まわし発展の為に尽くしている。
息子に、「周防猿まわしの会」の運営に携わる村﨑與一（長男）、村﨑梅二郎（次男）。「日光さる軍団」の運営に携わる猿まわし師の村﨑太郎（四男）、村﨑五郎（五男）がいる。全解連副議長、全国人権連副議長を務めた村﨑勝利も弟である。「最後の猿まわし師」だった、重岡武寿・博美兄弟の兄・武寿の妻は、いとこにあたった。

## 著書
いずれも絶版。
- 怒りの砂 高州解放運動の歩み 部落問題研究所出版部,1977
- 猿まわし復活 その調教と芸 部落問題研究所出版部, 1980.4
- 歩け!とべ!三平 筑摩書房, 1982.8（ちくま少年図書館）
- 猿まわし上下ゆき 筑摩書房, 1983.12（ちくまぶっくす）
- 猿まわし千年の旅 築地書館, 1991.10
- 砂と雷鳴 上下 築地書館, 1992.11
- 猿まわし通信 周防猿まわしの会（自費出版） 1992

## 参考書籍
- 村﨑義正『猿まわし復活』部落問題研究所出版部, 1980年
- 村﨑義正『歩け!とべ!三平』筑摩書房, 1982.8
- 村﨑義正『猿回し上下ゆき』筑摩書房、1983年
- 朝日新聞学芸部編集『戦後芸能史物語』朝日新聞社、1987年